# Увал Карабаур
Увал Карабаур, Кара-Баур (узб. Qorabovur, Қорабовур, каз. Қарабауыр) — возвышенность в центре плато Устюрт, на территории Республики Каракалпакстан в составе Узбекистана и Мангыстауской области Казахстана.

## Этимология названия
В «Словаре казахских географических названий» название увала переводится как «защищённое от снежной метели подножие».
Э. М. Мурзаев связывает название Карабаур с тюркским словом баир, которое систематически встречается в составе различных топонимов, означая, «холм, бугор», возможно, также «косогор, пустошь». Он указывает, что на каракалпакском языке данное слово звучит как баур или бауыр, означая «склон горы».

## Описание
Увал Карабаур представляет собой возвышенность, вытянутую с северо-запада на юго-восток, имея в длину 220 км. Ширина в центральной части составляет свыше 120 км. Средняя высота увала равна 200 м, в северо-западной части достигает 290 м. Наивысшая точка увала на территории Узбекистана — 292 м. Поверхность земли плоская, боковые склоны изрезаны саями. Увал ограничивает с севера впадину Ассаке-Аудан
Увал сложен триасовыми, юрскими, меловыми, палеогеновыми и неогеновыми горными породами. Для поверхности типичен известняк сарматского яруса с прослойками мергеля и глины. Встречаются формы карстового рельефа, имеются карстовые воронки диаметром до 30 м и глубиной до 16 м, в нижней части которых образуются пещеры с озёрами.
Климат возвышенности — резко континентальный. Зима холодная, температура достигает −30 °С. Лето продолжительное, жаркое (до +44 °С) и сухое. В год выпадает не более 150 мм осадков.
Почвы серо-бурые.
Растительный покров редкий, представлен полынью, солянкой и другими растениями. Встречаются пустынные животные.